# Indotyphlops tenuicollis
Indotyphlops tenuicollis — вид змій родини сліпунів (Typhlopidae). Ендемік Індії.

## Поширення і екологія
Indotyphlops tenuicollis відомі за кількома зразками, зібраними в горах Нага в штаті Нагаленд у Північно-Східній Індії. Вони живуть у напіввічнозелених передгірських тропічних лісах.